# Alpi della Lavanttal

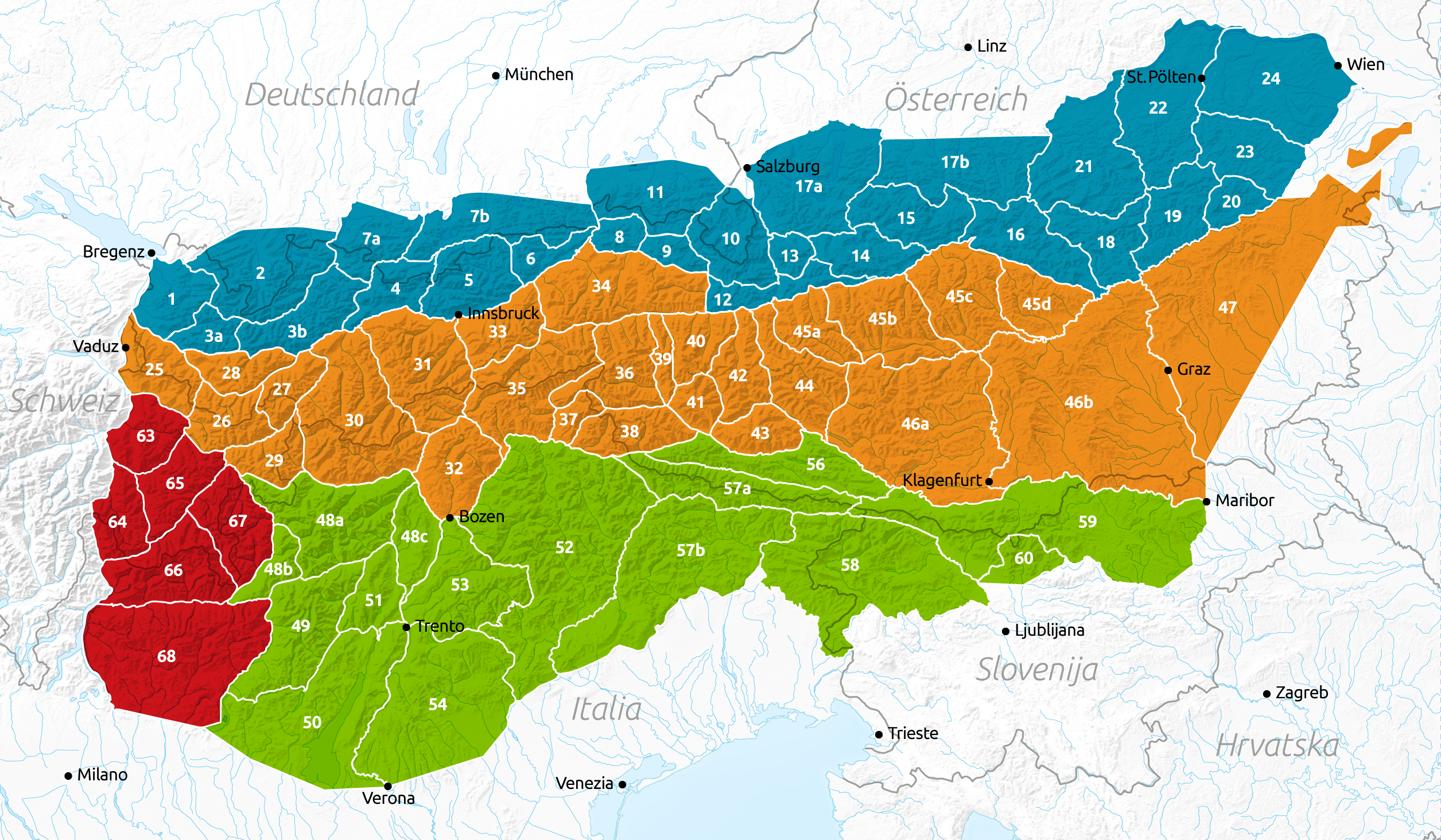
Le Alpi della Lavanttal secondo l'AVE sono individuate dal numero 46b.

Le Alpi della Lavanttal (in tedesco: Lavanttaler Alpen) sono una catena montuosa dell'Austria e, in piccola parte, della Slovenia.
Definite come il gruppo 46b nella categorizzazione Alpenvereinseinteilung der Ostalpen, prendono il nome dalla Lavanttal, valle percorsa dal fiume Lavant attorno a cui la si sviluppa la catena.
La classificazione SOIUSA divide invece queste Alpi in due parti: la zona a ovest del fiume Lavant è chiamata Alpi occidentali della Lavanttal e fa parte della sezione delle Alpi di Stiria e Carinzia; la zona a est del fiume è invece chiamata Prealpi occidentali di Stiria e fa parte della sezione delle Prealpi di Stiria.